# Fräulein

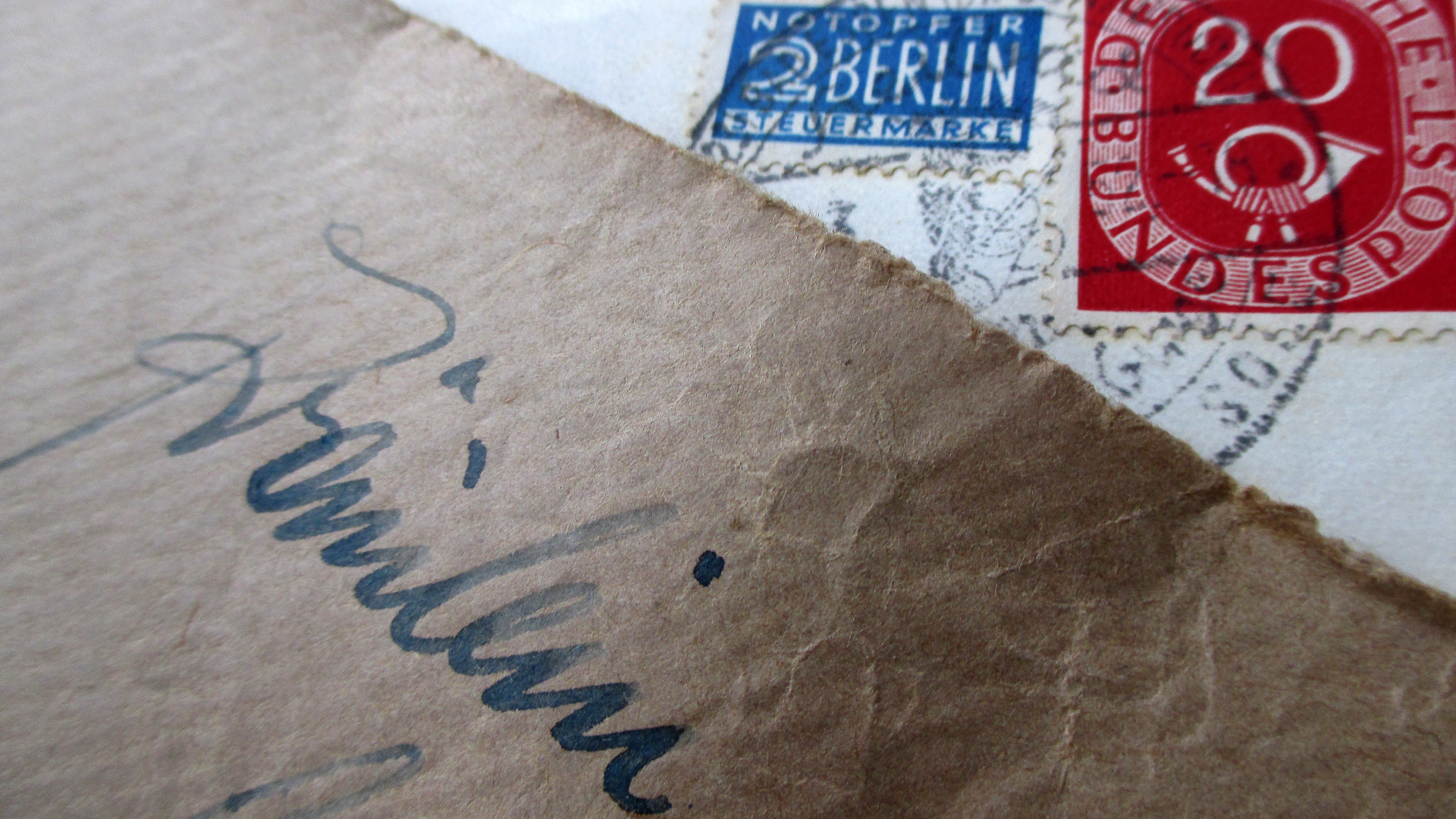
Brief mit der Anschrift Fräulein

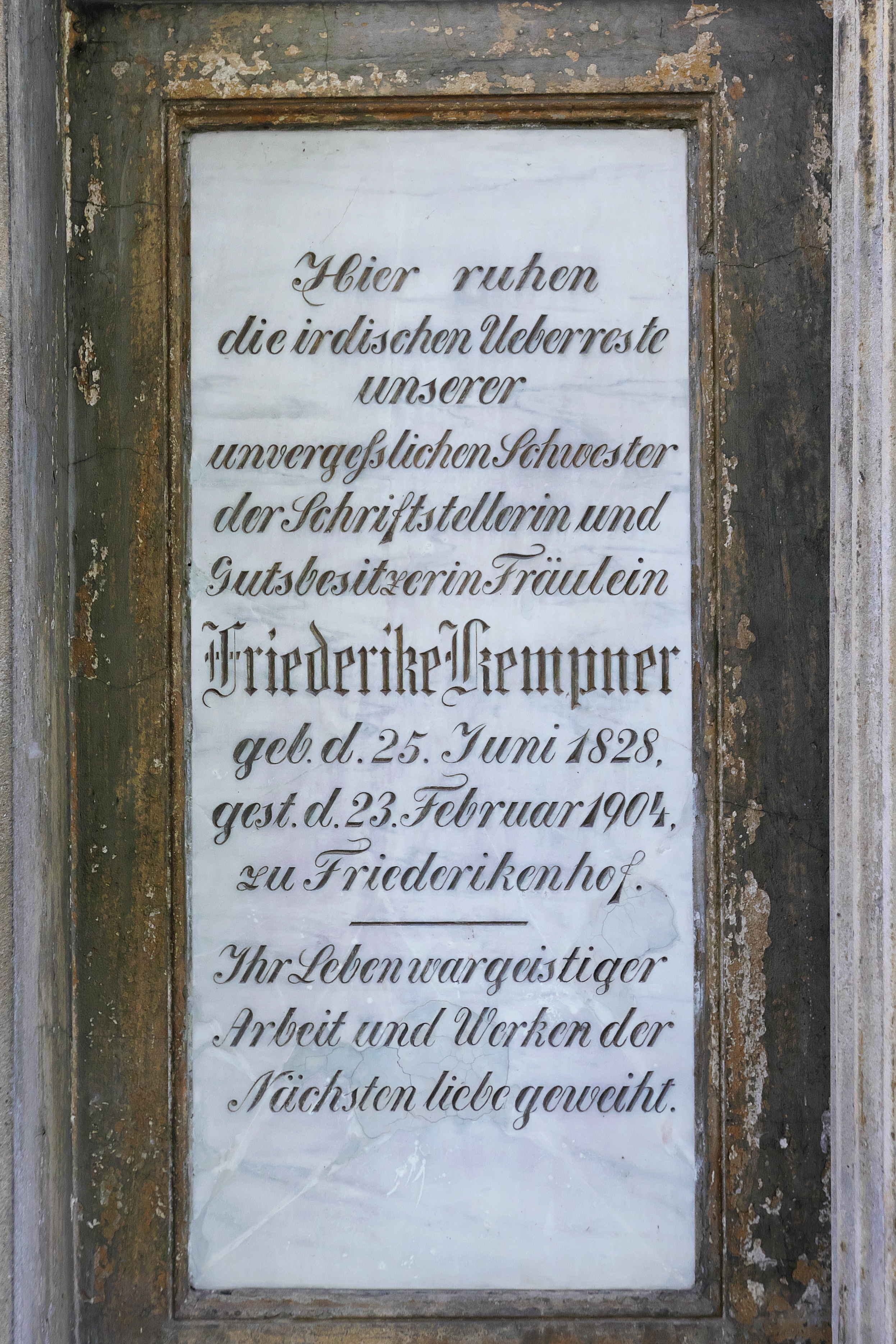
Grab Friederike Kempner (1904)

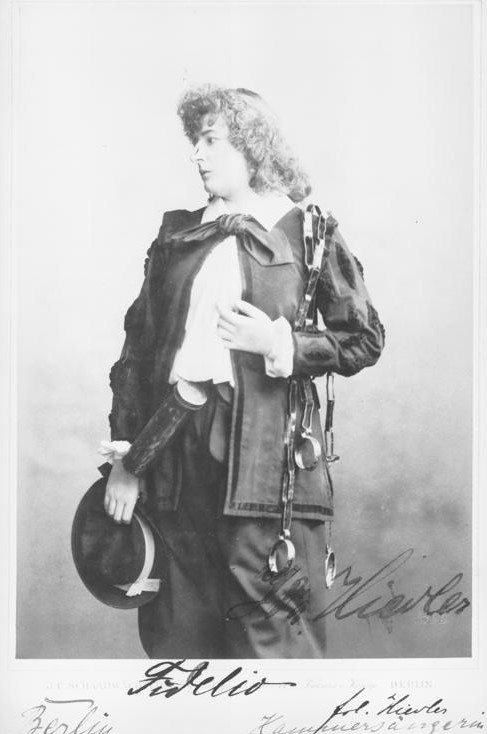
Kammersängerin Frl. Hiedler in einer Hosenrolle (um 1900)

Fräulein (kurz Frl.) war bis in die 1970er-Jahre hinein die förmliche Anrede für unverheiratete Frauen, unabhängig von ihrem Alter. Die Frauenbewegung kritisierte diese Verkleinerungsform. 1972 verfügte der deutsche Bundesminister des Innern in einem Erlass, dass der Gebrauch des Wortes Fräulein in Bundesbehörden zu unterlassen und als Anrede erwachsener weiblicher Personen Frau zu verwenden sei. Vergleichbare Bezeichnungen für junge, unverheiratete Frauen finden sich auch in anderen Sprachen, gelten aber teils auch dort als veraltet oder unerwünscht.

## Wortgeschichte

### Ära „Mann/Weib – Herr/Frau“
Im Neuhochdeutschen der Zeit vor dem 19. Jahrhundert war die Anrede Fräulein auf Standespersonen beschränkt. Frau oder mittelhochdeutsch frouwe war keine Geschlechtsbezeichnung (dafür gab es Weib oder mittelhochdeutsch wîp), sondern die Bezeichnung einer Adeligen, so wie auch Herr keine Anrede für jedermann, sondern für den Lehnsherren war. 
Entsprechend bezeichneten das Fräulein die Fürstentochter und der Junker – der ‚junge Herr‘ – den Fürstensohn, während die Jungfer bzw. der Jungmann junge Frauen und Männer unabhängig von ihrem sozialen Stand bezeichnete. Diese ursprüngliche Bedeutung von Fräulein taucht noch etwa in Goethes Faust auf, wenn Faust Gretchen mit den Worten anspricht:

„Mein schönes Fräulein, darf ich wagen, / Meinen Arm und Geleit Ihr anzutragen?“

Da Gretchen eine Person niederen Stands ist, ist das als eine bewusst galante Anrede zu verstehen, mit der Faust Gretchen schmeicheln will, indem er ihr eine höhere gesellschaftliche Stellung zuweist. Sie entgegnet so sachlich korrekt wie ungalant:

„Bin weder Fräulein, weder schön, / Kann ungeleitet nach Hause gehn.“

Später meint Marthe zu Gretchen:

„Denk, Kind, um alles in der Welt! / Der Herr dich für ein Fräulein hält.“

### Ära „Mann/Frau“

#### AnredeHerrgegenüberFrauoderFräulein

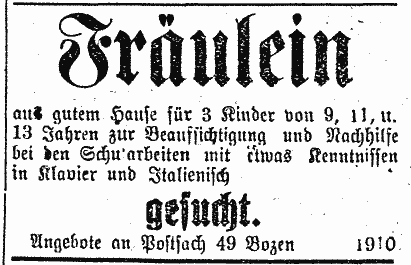
Stellenanzeige der Bozner Nachrichten von 1917: Fräulein für Kindererziehung gesucht

Im späten 19. und frühen 20. Jahrhundert etablierte sich die Anrede Fräulein vor allem für berufstätige Frauen (etwa Angestellte in Warenhäusern, Kellnerinnen und Lehrerinnen), da weibliche Berufstätigkeit damals noch strikt auf die Zeit vor der Ehe beschränkt war. Im Deutschen Reich gab es den Lehrerinnenzölibat, der festlegte, dass weibliche Lehrkräfte unverheiratet sein mussten. 
Als positiv konnotierte Eigenbezeichnung existierte der Fräulein-Begriff, nun ähnlich einem Geusenwort, bis in die späten 1970er und frühen 1980er Jahre fort. In dieser historischen Übergangszeit bestanden vor allem ältere, teilweise bewusst unverheiratet gebliebene Arbeitnehmerinnen auf der traditionellen Anrede: Diese verwies zwar einerseits auf den ab einem bestimmten Lebensalter zugeschriebenen gesellschaftlichen Makel des Unverheiratetseins (übrig gebliebene „alte Jungfer“), andererseits signalisierte der Fräulein-Begriff, dass die betreffende Person unabhängig und aus eigener Kraft ihren Lebensunterhalt bestritt. Ein berufstätiges Fräulein war wirtschaftlich und rechtlich nicht von einem Ehemann als Ernährer und Vormund abhängig. 
Dagegen benötigte eine verheiratete Frau in der Bundesrepublik Deutschland noch bis zu einer Gesetzesnovelle im Jahr 1977 die schriftliche Erlaubnis ihres Mannes zur Aufnahme einer Erwerbstätigkeit; bis zum Gleichberechtigungsgesetz von 1958 hatte ein Ehemann sogar das Recht besessen, das Arbeitsverhältnis seiner Frau eigenmächtig zu kündigen. Die Unterscheidung zwischen Fräulein und Frau war auch im akademischen Berufsfeld bedeutsam: Ein Fräulein Doktor war in jedem Fall selbst promoviert, während „Frau Doktor“ auch die Höflichkeitsanrede für die Ehefrau eines Doktors sein konnte.

#### Zeit der Ausnahmeregelungen
In der Zeit des Nationalsozialismus wurde die Praxis gelockert, alle weiblichen Personen unabhängig von ihrem Alter als Fräulein zu benennen, wenn sie nie verheiratet waren: 1937 gab der Reichsinnenminister allen Müttern nichtehelicher Kinder die Erlaubnis, sich auf Antrag vor der zuständigen Polizeibehörde Frau zu nennen, nachdem diese Erlaubnis in die Kennkarte eingetragen worden war. Für den Dienstverkehr des öffentlichen Dienstes war ab Mai 1937 die einheitliche Anrede Frau Vorschrift. Im Zweiten Weltkrieg wurde dies auch unverheirateten Müttern von Adoptivkindern und Verlobten von Kriegsgefallenen zugestanden.
Nach 1945 wurde das „doitsche Froilain“ von den in Deutschland stationierten amerikanischen GIs entdeckt und das Fräulein ging als Fremdwort ins Englische ein. Seitdem existiert auch die sprichwörtliche Redensart vom „Deutschen Fräuleinwunder“. Diesem Typus hat Wolfgang Koeppen 1951 in seinem Roman Tauben im Gras ein literarisches Denkmal gesetzt („das Fräulein“ ist in diesem Roman eine von mehr als dreißig Figuren).

#### Etablierung der BezeichnungFrauund Verdrängung der BezeichnungFräulein
1869 erließ der Preußische Minister des Innern Friedrich zu Eulenburg eine Verfügung, wonach das Prädikat Frau als Titel oder königliche Gunstbezeugung verliehen wurde. Der preußische Landesminister Wolfgang Heine änderte 1919 mit einer Verfügung das Führen der Bezeichnungen Frau und Fräulein von 1869 (M.B. 298), da er hierfür das Fehlen einer Rechtsgrundlage sah und es nicht mehr den Lebensverhältnissen und Tatsachen entsprach.
In der Weimarer Republik galt seit 1919 die Anrede Frau nicht mehr als Personenstandsbezeichnung, sodass sich im nichtbehördlichen Alltag auch Unverheiratete so nennen durften. 1928 schaffte das österreichische Bundeskanzleramt die Anrede Fräulein im öffentlichen Dienst per Erlass ab.
Ab 1937 durften nach einem Runderlass des Reichs- und Preußischen Ministers des Innern unverheiratete weibliche Personen sich als Frau benennen, ohne dass davor eine amtliche Genehmigung im Einzelfall nötig war. Mit dem Runderlass des Reichsministers des Innern Wilhelm Frick 1941 mussten Frauen beim Standesamt die Erlaubnis beantragen, sich als Frau benennen zu dürfen. Die Erlaubnis war in die Kennkarte einzutragen. Ohne Eintrag in der Kennkarte war die Benennung als Frau verboten. Bei jedem Wohnortwechsel musste erneut eine Beantragung erfolgen. Dies betraf auch uneheliche Mütter und ledige Adoptivmütter.
In der DDR durften unverheiratete weibliche Personen ab 1951 ohne Erlaubnis die Bezeichnung Frau führen.

„Die Doppelanrede Frau – Fräulein ist nichts anderes als die offizielle Einteilung und Wertung des ganzen weiblichen Geschlechts nach seiner erklärten Beziehung zum Manne. Der Personenstand ist beim Manne Privatangelegenheit, bei der Frau aber Gegenstand öffentlichen Interesses.“

1954 beantragte die Bundestagsfraktion der Deutschen Partei (DP) unter anderem die Aufhebung der Vorschriften zu den amtlichen Bezeichnungen einer unverheirateten Frau. Der Bundestag lehnte den Antrag jedoch am 13. Dezember 1954 ab. Am 17. Dezember 1954 hielt Elisabeth Lüders, die FDP-Abgeordnete, ein Plädoyer für die Abschaffung des Fräuleins im Plenarsaal des Deutschen Bundestags. 1955 hob Bundesinnenminister Gerhard Schröder (CDU) per Runderlass den preußischen und nationalsozialistischen Bezugserlass auf und verfügte, dass in amtlichen Schreiben jede weibliche Person, die das wünsche, mit Frau bezeichnet werden müsse:

„Die Bezeichnung ‚Frau‘ ist weder eine Personenstandsbezeichnung noch ein Teil des Namens noch ein Titel, der verliehen werden müßte oder könnte. Sie ist auch nicht gleichbedeutend mit ‚Ehefrau‘. Vielmehr steht es jeder unverheirateten weiblichen Person frei, sich ‚Frau‘ zu nennen. Von dieser Möglichkeit wird zunehmend Gebrauch gemacht. Es ist daher gerechtfertigt und geboten, unverheiratete weibliche Personen auch im amtlichen Verkehr mit ‚Frau‘ anzureden, wenn sie dies wünschen.“

Am 9. Februar 1955 veröffentlichte der Bundesminister des Innern ein Rundschreiben, in dem darauf hingewiesen wurde, dass unverheiratete weibliche Personen auch im amtlichen Verkehr mit Frau anzureden seien, wenn sie dies wünschten.
 1971 kündigte das deutsche Bundesministerium des Innern unter Hans-Dietrich Genscher (FDP) an, dass der Gebrauch des Wortes Fräulein in Bundesbehörden zu unterlassen sei; mit Erlass vom 16. Januar 1972 wurde die Bezeichnung Fräulein abgeschafft und die Anrede erwachsener weiblicher Personen mit Frau festgeschrieben:

„Es ist an der Zeit, im behördlichen Sprachgebrauch der Gleichstellung von Mann und Frau und dem zeitgemäßen Selbstverständnis der Frau von ihrer Stellung in der Gesellschaft Rechnung zu tragen. Somit ist es nicht länger angebracht, bei der Anrede weiblicher Erwachsener im behördlichen Sprachgebrauch anders zu verfahren, als es bei männlichen Erwachsenen seit jeher üblich ist. […] Im behördlichen Sprachgebrauch ist daher für jede weibliche Erwachsene die Anrede ‚Frau‘ zu verwenden.“

Mitte der 1970er wurde der letzte behördliche Vordruck, auf dem ein „Fräulein“ vorkam, vernichtet.
 Die Zweite Welle der Frauenbewegung kritisierte ab den 1970er-Jahren die Verkleinerungsform Fräulein wegen der gesellschaftlichen Werte und Vorstellungen, die darin zum Tragen kämen: Einerseits löse das sächliche Genus (ähnlich bei das Weib) unerwünschte Assoziationen aus (als ob weibliche Personen Sachen wären), andererseits werde durch den Gebrauch der Unterscheidung zwischen Fräulein und Frau die Ansicht gefördert, wonach eine weibliche Person erst dann als erwachsene Frau gelten könne, wenn sie heirate, während einem jungen unverheirateten Mann dadurch, dass man ihn Herr nenne, signalisiert werde, dass man ihn für einen vollwertigen Mann halte. Denn der Junker (Junggeselle) hatte keine vergleichbare Wortgeschichte bis ins bürgerliche Zeitalter hinein und der Jungmann hat sich nur als Schimpfwort für den „Hagestolz“ erhalten, nicht als formelle Kategorie.
Systematisiert wurde die Kritik am traditionellen Sprachgebrauch in den Richtlinien zur Vermeidung sexistischen Sprachgebrauchs, die vier Sprachwissenschaftlerinnen 1980 veröffentlichten. Sie empfahlen den vollständigen Verzicht auf den Gebrauch des Wortes Fräulein; wer dieser Empfehlung nicht folge, müsse als Sexist gelten. Die Deutsche UNESCO-Kommission schloss sich 1993 dieser Sichtweise an: „Das Prinzip der sprachlichen Symmetrie besagt, dass dort, wo von Frauen und Männern die Rede ist, beide gleich zu behandeln sind.“ Immer dann, wenn bei einer männlichen Person „Herr“ als Anrede oder Bezeichnung angemessen sei, gebe es keinen Grund, einer gleichaltrigen weiblichen Person in derselben Situation die Anrede oder Bezeichnung „Frau“ zu verwehren.

## Aktueller Sprachgebrauch
Der Duden weist Mitte 2002 in einem Newsletter-Beitrag darauf hin, dass man Personen, die Wert darauf legen, mit Fräulein angeredet zu werden, diesen Wunsch erfüllen sollte. In aller Regel werden in solchen Fällen beim Sprechen und Schreiben in der 3. Person Singular nicht die grammatikalisch eigentlich richtigen Pronomina es und sein verwendet (etwa noch bei den Brüdern Grimm), sondern die Wörter sie und ihr; Beispiel: Das Fräulein Meyer hat ihre Handtasche liegen lassen; sie hatte es wohl eilig.
2008 befragte das Institut für Demoskopie Allensbach Deutsche zu ihrer Akzeptanz von sogenannten Tabu-Wörtern, darunter auch Fräulein. 47 % der Befragten gaben an, Fräulein selbst zu verwenden. 44 % sagten aus, es nicht zu verwenden, jedoch sich auch nicht daran zu stören. Lediglich 7 % empfanden die Benutzung ärgerlich oder abstoßend.
Iris Berben bezeichnete es 2012 als „kleine private Freude, dass ich noch ein Fräulein bin“. Sie bedauere es, dass keiner sich mehr traue, sie heute so zu nennen.
Das Amtsgericht Frankfurt am Main urteilte im September 2019, dass eine Wohnungsmieterin keinen Anspruch auf Unterlassung hat, wenn sie von ihren hochbetagten Vermietern in Aushängen zum Treppenputzplan im Hausflur mit der Anrede Frl. oder Fräulein bezeichnet wird. Diese Bezeichnung sei nicht ehrverletzend, sondern in der Gesamtschau der Umstände sei das Verhalten allenfalls unfreundlich und von mangelnder Kompromissbereitschaft geprägt.

## Weitere Verwendung der BezeichnungFräulein
Personen:
- Fräulein Maria (1500–1575), Regentin der Herrschaft Jever
- Fräulein Vroni, Veronika von Quast (* 1946), bayerische Diseuse, Komikerin, Sängerin und Schauspielerin
- Frl. Menke (* 1960), deutsche Sängerin
- Fräulein Schneider (* 1964), deutsche Sängerin und Schauspielerin
- Frölein Da Capo (* 1979), Schweizer Musikerin und Kolumnistin
- Fräulein Plastique (* 1986), deutsche Sängerin

Ortsname:
- Fräulein Steinfort, Ortsteil in Mecklenburg-Vorpommern

Literatur:
- Das Fräulein von Scuderi von E.T.A. Hoffmann (1819/21)
- Fräulein Julie von August Strindberg (1888)
- Fräulein Else von Arthur Schnitzler (1924)
- Fräulein Smillas Gespür für Schnee von Peter Høeg (1992)
- Der Dämon und Fräulein Prym von Paulo Coelho, original O Demônio e a Srta Prym (2000)
- Ein Fräulein wird verkauft und andere Stücke aus dem Nachlaß von Ödön von Horváth, herausgegeben von Klaus Kastberger (2005)
- Fräulein Jacobs funktioniert nicht: Als ich aufhörte, gut zu sein von Louise Jacobs (2013)

Filmtitel:
- Fräulein Piccolo, deutscher Stummfilm (1914)
- Fräulein Seifenschaum, deutscher Stummfilm (1915)
- Fräulein Kitty, US-Film von 1940 und deutscher Titel (1947)
- Hallo Fräulein!, deutscher Spielfilm (1949)
- Fräulein Julie, schwedischer Film nach dem gleichnamigen Roman (1951)
- Fräulein vom Amt (1954)
- Fräulein unberührt, dänischer Spielfilm (1963)
- Fräulein Schmetterling, deutscher Spielfilm (1966)
- Fräulein Smillas Gespür für Schnee (1997)
- Fräulein Phyllis, österreichische Filmkomödie (2004)
- Fräulein Stinnes fährt um die Welt, deutscher Dokumentarfilm (2009)

Musik:
- Fräulein Hona, Wiener Akustikfolk- und Singer-Songwriter-Popband
- Fräulein Wunder, ehemalige hessische Pop-Rock-Girlband
- Fräulein, kleines Fräulein von Die Goldene Sieben (1930er Jahre)
- Bezauberndes Fräulein, Musikalisches Lustspiel von Ralph Benatzky (1933)
- Hallo Fräulein!, Foxtrott aus dem Film Ein Mann mit Grundsätzen (1943)
- Fraulein ist ein Song von Lawton Williams aus dem Jahr 1957. Interpretiert wurde er u. a. von Bobby Helms, Willie Nelson, Jerry Lee Lewis und Townes Van Zandt. Die deutschsprachige Version war der erste von Chris Howland gesungene Schlager (1958).
- Bye Bye, Fräulein, Lied von Roberto Blanco (1976)
- Fraulein von The Church (1982)

Weiteres:
- Fräulein vom Amt: veraltet für eine Telefonistin

## Sonstiges
In Frankreich ist die Bezeichnung Mademoiselle deutlich verbreiteter als Fräulein in Deutschland. Französische Feministinnen kämpften dafür, dass die Bezeichnung Mademoiselle aus amtlichen Formularen entfernt wird, weil sie diskriminierend sei. Ein Erlass vom 21. Februar 2012 wies die französischen Verwaltungen an, den Begriff (sowie eine Reihe anderer Begriffe wie Mädchenname) in amtlichen Schreiben und Formularen so weit wie möglich zu vermeiden.